# 2012年ロンドンオリンピックのジンバブエ選手団
2012年ロンドンオリンのピックジンバブエ選手団（2012ねんロンドンオリンピックのジンバブエせんしゅだん）は、2012年7月27日から8月12日までイギリスのロンドンで開催されたロンドンオリンピックジンバブエ選手団の名簿。

## 選手団
- 人員: 選手 7人
- 開会式旗手: カースティ・コベントリー

## 種目別選手・スタッフ名簿及び成績

### 陸上競技
- ウィリマイ・ジュワウォ（男子マラソン）2時間14分9秒
- カットバート・ ニャサンゴ（男子マラソン）2時間12分8秒
- Sharon Tavengwa（女子マラソン）途中棄権

### ボート
- James Fraser-McKenzie（男子シングルスカル）30位
- Micheen Thornycroft（女子シングルスカル）14位

### 競泳
- カースティ・コベントリー
  - （女子100m背泳ぎ）1分0秒39 準決勝敗退
  - （女子200m背泳ぎ）2分08秒18 決勝
  - （女子200m個人メドレー）2分11秒13 決勝

### トライアスロン
- Christopher Felgate（男子）1時間53分53秒